# Sergheuca, Drochia
Sergheuca este un sat din cadrul comunei Pervomaiscoe din raionul Drochia, Republica Moldova.

## Istorie
Câteva famiilii originare din sat, au fondat în anul 1905 satul Kișiniovka din ținutul Primorie, Rusia.

## Demografie
Conform recensământului populației din 2004, satul avea 83 de locuitori: 79 moldoveni/români și 4 ucraineni.